# Roosevelt Island (stacja metra)
Roosevelt Island – stacja metra nowojorskiego, na linii F. Znajduje się w dzielnicy Manhattan, w Nowym Jorku i zlokalizowana jest pomiędzy stacjami 21st Street – Queensbridge i Lexington Avenue – 63rd Street. Została otwarta 29 października 1989.